# Auburn (Iowa)
Auburn es una ciudad situada en el Condado de Sac, en el estado de Iowa, Estados Unidos. Según el censo de 2000 tenía una población de 296 habitantes.

## Geografía
Según la Oficina del Censo de los Estados Unidos, la localidad tiene un área total de 1,26 km², la totalidad de los cuales corresponden a tierra firme.

## Demografía
Según el censo de 2000, había 296 personas, 132 hogares y 79 familias residiendo en la localidad. La densidad de población era de 235,49 hab./km². Había 142 viviendas con una densidad media de 111,9 viviendas/km². El 98,99% de los habitantes eran blancos, el 0,34% asiáticos y el 0,68% pertenecía a dos o más razas. 
Según el censo, de los 132 hogares, en el 25,0% había menores de 18 años, el 47,0% pertenecía a parejas casadas, el 10,6% tenía a una mujer como cabeza de familia, y el 39,4% no eran familias. El 34,1% de los hogares estaba compuesto por un único individuo, y el 20,5% pertenecía a alguien mayor de 65 años viviendo solo. El tamaño promedio de los hogares era de 2,24 personas, y el de las familias de 2,85.
La población estaba distribuida en un 23,3% de habitantes menores de 18 años, un 9,8% entre 18 y 24 años, un 25,7% de 25 a 44, un 17,9% de 45 a 64, y un 23,3% de 65 años o mayores. La media de edad era 38 años. Por cada 100 mujeres había 102,7 hombres. Por cada 100 mujeres de 18 años o más, había 97,4 hombres.
Los ingresos medios por hogar en la localidad eran de 42.500 dólares ($), y los ingresos medios por familia eran 45.833 $. Los hombres tenían unos ingresos medios de 26.667 $ frente a los 21.042 $ para las mujeres. La renta per cápita para la ciudad era de 20.494 $. El 4,5% de la población y el 3,3% de las familias estaban por debajo del umbral de pobreza. El 6,8% de los menores de 18 años y el 5,9% de los habitantes de 65 años o más vivían por debajo del umbral de pobreza.